# Pronasoona aurata
Pronasoona aurata är en spindelart som beskrevs av Alfred Frank Millidge 1995. Pronasoona aurata ingår i släktet Pronasoona och familjen täckvävarspindlar.
Artens utbredningsområde är Thailand. Inga underarter finns listade i Catalogue of Life.